# 奎山站
奎山站，位于中华人民共和国黑龙江省牡丹江市林口县奎山乡，是林东铁路上的火车站，建于1936年，由哈尔滨铁路局管辖。

## 車站周邊
- 奎山中心小学
- 奎山乡人民政府
- 奎山中学

## 歷史
- 建于1936年。

## 外部連結
- 中国铁路客户服务中心（页面存档备份，存于）